# Ørland
Ørland is een gemeente in de Noorse provincie Trøndelag. De huidige gemeente ontstond per 1 januari 2020 toen de gemeente Bjugn bij Ørland werd gevoegd. De nieuwe gemeente telt ruim 10.000 inwoners. De oude gemeente Ørland telde 5291 inwoners in januari 2017.
Nabij Ørland ligt een basis van de Koninklijke Noorse luchtmacht waar F-16's en Sea King-helikopters gestationeerd zijn.

## Plaatsen in de gemeente

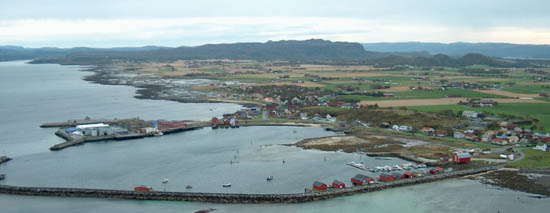
Zicht op stad en haven van Uthaug, Ørland

- Uthaug
- Opphaug
- Brekstad
- Ottersbo
- Lysøysund

Åfjord · Flatanger · Frosta · Frøya · Grong · Heim · Hitra · Holtålen · Høylandet · Inderøy · Indre Fosen · Leka · Levanger · Lierne · Malvik ·  Melhus · Meråker · Midtre Gauldal · Nærøysund · Namsos · Namsskogan · Oppdal · Orkland · Ørland · Osen · Overhalla · Rennebu · Rindal · Røros · Røyrvik · Selbu · Skaun · Snåsa · Steinkjer · Stjørdal · Trondheim · Tydal · Verdal

Fylker van Noorwegen